# Wojciech Stręk
Wojciech Stręk (ur. w 1832 - zm. w 1909) – poseł do Sejmu Krajowego Galicji VI kadencji (1892–1895), włościanin z Olchowej koło Sędziszowa.
Wybrany do Sejmu Krajowego z IV kurii okręgu wyborczego Ropczyce.